# Гоноскодина
Гоноскодѝна (на италиански и на сардински: Gonnoscodina) е село и община в Южна Италия, провинция Ористано, автономен регион и остров Сардиния. Разположено е на 112 m надморска височина. Населението на общината е 514 души (към 2010 г.).